# Altar Boys
Altar Boys su bili kršćanski punk rock sastav iz Kalifornije. Osnovan je 1982. godine. Članovi Altar Boysa bili su Mike Stand (vokal, tekstopisac, gitara), Jeff Crandall (bubnjevi), Steve Pannier (gitara), Mark Robertson (bas) i Ric Alba.
Drugo ime pod kojim su poslije nastupali jest Altar Billies.

## Povijest
Altar Boysi su bili u pionirskim vremenima kršćanske rock glazbe. Bili su poznati po svom načinu sviranju punka sličnom Ramonesima, što je bilo krajnje različito od kršćanske glazbe uobičajene u vrijeme kad su Altar Boysi nastali. U najstarijem razdoblju bili su poznati po eksplicitnosti s vjerom u stihovima svojih pjesama. Zvuk im je bio pod teškim utjecajem punk rock pozornice Južne Kalifornije i uskoro su postali jedan od najpoznatijih kršćanskih sastava na toj pozornici.
Prvi su album izdali pod više etiketa (npr. Ministry Resource Center/MRC, Maranatha! Music i Broken Records) i prodali preko 7.000 primjeraka i rekordna prodaja bila je 20.000 u prva dva mjeseca od izdanja.
Treći i četvrti album Gut Level Music i Against the Grain progurali su ih do nacionalne razine. Gut Level Music je eksplicitno bio ciljan ka sekularnom slušateljstvu i označio je promjene izvedene radi poboljšanja kredibilnosti Boysa s tim slušateljima. Lirski izričaj promijenio se ka više suptilnom iskazivanju njihove vjere. Također su rafinirali svoj zvuk pokušavajući se odmaknuti od svoje prije stečene slike punk sastava iz "iz garaže".
Sastav je uzeo stanku na neodređeno vrijeme 1992. godine. Održali su nekoliko koncerata ponovnog okupljanja, a najviše se pamti Cornerstone 2000. i 2002., i Broken Recordsova priredba ponovnog okupljanja srpnja 2005. godine. Zadnji nastup sastava bio je lipnja 2006. na sajmištu Corone del Mar.
Mike Stand je oživio mnoge pjesme projektom "punktry" sastava The Altar Billies.
Bivši bubnjar i Standov rođak Jeff Crandall danas je pastor u crkvi Saguaro Canyon u Tucsonu u Arizoni.

## Diskografija
Objavili su pet studijskih albuma, jedan album uživo, jedan kompilacijski album, jedan EP i jedan mješoviti album neobjavljenih demosnimaka i uživo svirki:
- 1984.: Altar Boys (Ministry Resource Center)
- 1985.: When You're a Rebel (Alarma Records, Maranatha! Music)
- 1986.: Gut Level Music (Alarma Records, Frontline Records)
- 1987.: Against the Grain (Alarma Records, Frontline Records)
- 1989.: Forever Mercy (Alarma Records)
- 1991.: The Collection: Best of 1986-1991  (Alarma Records), kompilacijski album
- 1998.: Gut Level Music / Against The Grain  (KMG Records), EP
- 2000.: Live at Cornerstone (Millenium Eight Records), album uživo
- 2000.: Mercy Thoughts: Unreleased Demo/live Recordings from Mike Stand and the Altar Boys (Millenium Eight Records), kao Altar Boys/Mike Stand

## Vanjske poveznice
- Službena stranica
- Altar Boys na MusicBrainz
- Facebook Altar Boys
- YouTube
- Allmusic

Projekt Altar Billies:
- Facebook Altar Billies
- YouTube Altar Billies